# ترانچ
ترانچ (به انگلیسی: Trunch) یک روستا و محله مدنی در بریتانیا است که در نورفک واقع شده‌است. ترانچ ۵٫۴۹ کیلومتر مربع مساحت و ۹۰۹ نفر جمعیت دارد.